# تام پتری
تام پتری (به انگلیسی: Tom Petri) نمایندهٔ حوزه انتخابیه ششم ویسکانسین از حزب جمهوری‌خواه ایالات متحده آمریکا در مجلس نمایندگان ایالات متحده آمریکا است که برای نخستین‌بار در ۳ آوریل ۱۹۷۹ میلادی به‌عضویت این مجلس درآمد.